# Vaasan PS
Der Vaasan Palloseura (deutsch Vaasaer Ballverein), kurz Vaasan PS oder einfach nur VPS, ist ein Fußballverein aus der finnischen Stadt Vaasa, der zurzeit in der Veikkausliiga, Finnlands höchster Spielklasse spielt.

## Geschichte
Der Verein wurde am 26. September 1924 gegründet und trägt seine Heimspiele im 6000 Zuschauer fassenden Elisa Stadion aus, die Vereinsfarben sind Schwarz-Weiß. Die größten Erfolge feierte der Verein in den 1940er Jahren. 1945 und 1948 konnten die einzigen beiden Meisterschaften errungen werden. In den 1990er Jahren gelang als Vizemeister noch zweimal die Teilnahme an der Qualifikationsrunde zum UEFA-Pokal, ohne sich aber für die Hauptrunde qualifizieren zu können. In seiner Geschichte erlebte der Verein bereits zehn Aufstiege in die erste Liga, zuletzt 2021. Keine andere Mannschaft in Finnland wechselte so oft zwischen erster und zweiter Liga.

## Erfolge
- Finnische Meisterschaft

Meister (2×): 1945, 1948
Vizemeister (5×): 1932, 1941, 1949, 1997, 1998
- Finnischer Pokal

Finalist (1×): 1972
- Finnischer Ligapokal

Ligapokalsieger (2×): 1999, 2000
Finalist (2×): 1997, 2014

## Europapokalbilanz
| Saison    | Wettbewerb             | Runde                  | Gegner                | Gesamt | Hin     | Rück    |
| --------- | ---------------------- | ---------------------- | --------------------- | ------ | ------- | ------- |
| 1998/99   | UEFA-Pokal             | 1. Qualifikationsrunde | HB Tórshavn           | 4:2    | 0:2 (A) | 4:0 (H) |
| 1998/99   | UEFA-Pokal             | 2. Qualifikationsrunde | Grazer AK             | 0:3    | 0:0 (H) | 0:3 (A) |
| 1999/2000 | UEFA-Pokal             | Qualifikation          | FC St. Johnstone      | 1:3    | 1:1 (H) | 0:2 (A) |
| 2014/15   | UEFA Europa League     | 1. Qualifikationsrunde | IF Brommapojkarna     | 2:3    | 2:1 (H) | 0:2 (A) |
| 2015/16   | UEFA Europa League     | 1. Qualifikationsrunde | AIK Solna             | 2:6    | 2:2 (H) | 0:4 (A) |
| 2017/18   | UEFA Europa League     | 1. Qualifikationsrunde | NK Olimpija Ljubljana | 2:0    | 1:0 (H) | 1:0 (A) |
| 2017/18   | UEFA Europa League     | 2. Qualifikationsrunde | Brøndby IF            | 2:3    | 0:2 (A) | 2:1 (H) |
| 2024/25   | UEFA Conference League | 1. Qualifikationsrunde | FK Žalgiris Vilnius   | 1:3    | 1:2 (H) | 0:1 (A) |

Gesamtbilanz: 16 Spiele, 5 Siege, 3 Unentschieden, 8 Niederlagen, 14:23 Tore (Tordifferenz −9)

## Trainer
- Olli Huttunen (2012)

## Spieler
| - Mauno Rintanen (1945–1952) - Jussi Jääskeläinen (1996–1997) - Roy Essandoh (1999–2000) | - Janne Hietanen (2000–2001) - Jukka Sauso (2000–2003) - Edgar Bernhardt (2010–2011) |

## Trivia
Bekannte Fans des Klubs sind die Mitglieder der aus Vaasa stammenden Punk-Band Klamydia, die auf ihrem 1998 veröffentlichten Album Klamytologia in „VPS Shot“ dem Verein einen Song widmeten.